# Gul frøstjerne
Gul frøstjerne (Thalictrum flavum) er en 50-120 cm høj urt med grågrønne blade og lysegule blomster, som indgår i plantesamfundene på næringsrige strandenge, høslætenge og moser. Den ses af og til dyrket i bede med blomstereng.

## Beskrivelse
Gul frøstjerne er en flerårig, urteagtig plante med en opstigende til opret, busket vækst. Stænglerne er runde i tværsnit, en smule blåduggede og næsten fuldstændigt hårløse. Bladene er dels grundstillede og dels spredtstillede på stænglerne. De er flere gange fjersnitdelte med omvendt ægformede småblade. Bladranden er trelappet til groft tandet, og oversiden er grågrøn, mens undersiden er lyst grågrøn.
Blomstringen foregår i juli, hvor man finder blomsterne samlet i store, endestillede stande. Blomsterne er regelmæssige og oprette med bleggule blosterblade og gule støvdragere. Frugterne er nødder, der sidder samlet i små knipper.
Rodsystemet består af en vandret krybende jordstængel og nogle få, grove rødder.
Højde x bredde og årlig tilvækst: 1,00 x 0,75 m (100 x 75 cm/år).

## Hjemsted
Gul frøstjerne er udbredt i Nordafrika, Mellemøsten, Kaukasus, Centralasien, Sibirien, Østasien og det meste af Europa. I Danmark findes den hist og her i de østlige egne af landet. Arten er knyttet til let skyggede voksesteder med en jord der er fugtig og næringsfattig, og den er karakterart for plantesamfundet Filipendulion ulmariae.
Langs floden Itchen nær Winchester i grevskabet Hampshire, England, vokser en typisk vådbundsflora på lysåben, kalkholdig bund. Her findes arten sammen med bl.a. almindelig fredløs, kattehale, almindelig mjødurt, almindelig skjolddrager, engforglemmigej, engkabbeleje, høj sødgræs, kærstar, lancetbladet ærenpris, lodden dueurt, rørgræs, topstar, tykskulpet brøndkarse, vandmynte og vandskræppe
| Portal | Portal:Botanik |

## Fodnoter
1. ↑  County Hampshire: River Itchen Arkiveret 25. juli 2014 hos  Wayback Machine – en grundig gennemgang af vegetation (og dyreliv) langs floden Itchen (på (engelsk))